# Gustav Leonhardtbrug
Gustav Leonhardtbrug (brug 449 is een vaste brug in het Beatrixpark te Amsterdam-Zuid. 
De brug is alleen geschikt voor voetgangers en fietsers, en leidt naar in-/uitgang Willem Landréstraat in de componistenbuurt. De brug dateert uit 1962 toen daarvoor de Willem Landréstraat (circa 1954) werd aangelegd en bebouwd, er vervolgens een dammetje op de plaats van de brug lag (circa 1957). De aanbesteding vond plaats in oktober 1961, in januari 1962 begonnen de werkzaamheden. In mei 1962 lag de brug er. Het is een brug voornamelijk van hout. Ze staat op houten heipalen met een dwarsbalk, waarop houten liggers en een houten dek. Ook de balustrades zijn van hout. Het ontwerp van de brug is afkomstig van Dirk Sterenberg van de Dienst der Publieke Werken. De brug werd in 2022 gerenoveerd.
De brug ging lange tijd naamloos door het leven als brug 449. In 2016 gaf de gemeente Amsterdam de brug haar naam in een jaar dat een aantal Amsterdamse bruggen hun officieuze naam verloor en een aantal naamloze bruggen (alsnog) een officiële naam kreeg. De brug is vernoemd naar de in 2012 overleden Gustav Leonhardt, organist, klavecinist, dirigent en musicoloog.
In genoemd park kregen in 2016 ook de Aron Wolff Berlijnbrug en Henriëtte van Heukelom-van den Brandelerbrug (eveneens genoemd naar musici) hun naam.

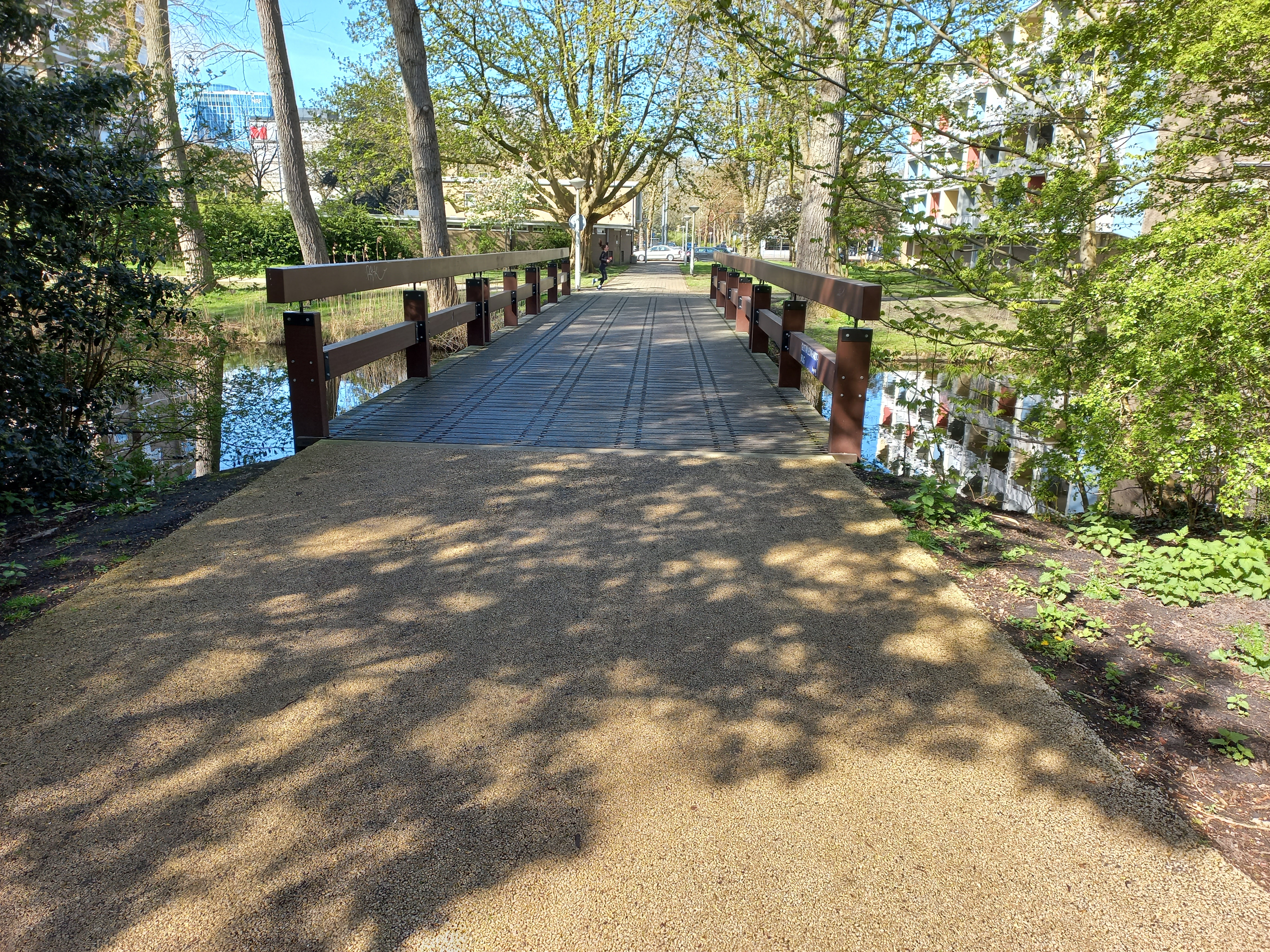
Brug 449 na renovatie (april 2023)

<<< · 400 · 401 · 402 · 403 · 404 · 405 · 406 · 407 · 408 · 409 · 410 · 411 · 413 · 414 · 415 · 416 · 417 · 418 · 419 · 420 · 421 · 422 · 423 · 424 · 425 · 427 · 429 · 430 · 431 · 432 · 433 · 434 · 435 · 436 · 437 · 438 · 439 · 440 · 441 · 442 · 443 · 444 · 445 · 446 · 447 · 448 · 449 · 450 · 451 · 452 · 453 · 454 · 455 · 456 · 457 · 458 · 459 · 460 · 461 · 462 · 463 · 464 · 465 · 466 · 469 · 470 · 471 · 472 · 473 · 474 · 475 · 476 · 478 · 479 · 480 · 482 · 483 · 485 · 486 · 487 · 488 · 489 · 490 · 491 · 492 · 493 · 494 · 495 · 496 · 497 · 499 · >>>
Brugnummers 412, 426, 428, 467, 468, 477, 481, 484 en 498 zijn niet (meer) vergeven.